# IWGP Junior Heavyweight Tag Team Championship
IWGP Junior Heavyweight Tag Team Championship – tytuł mistrzowski drużyn w profesjonalnym wrestlingu, utworzony i promowany przez japońską federację New Japan Pro-Wrestling (NJPW). Skrótowiec „IWGP” inicjuje organ zarządzający federacją – International Wrestling Grand Prix. IWGP Junior Heavyweight Tag Team Championship jest jednym z dwóch mistrzostw drużynowych w NJPW; drugim jest IWGP Tag Team Championship. O tytuły mogą walczyć zawodnicy należący do dywizji „junior heavyweight” ważący maksymalnie 100 kg.

## Historia tytułu
Tytuły zostały wprowadzone do federacji 8 sierpnia 1998 podczas jednej z nietransmitowanych gal. Odbył się turniej wyłaniający inauguracyjnych mistrzów, którymi stali się Shinjiro Otani i Tatsuhito Takaiwa pokonując Dra Wagnera Juniora i Kojiego Kanemoto.
Ze względu na współpracę New Japan Pro-Wrestling z amerykańską federacją Total Nonstop Action Wrestling (TNA), panujący mistrzowie The Motor City Machine Guns (Alex Shelley i Chris Sabin) dwukrotnie bronili tytułów na galach TNA w 2009.

## Panowania
Na stan z 31 lipca 2025.
| Panowanie   | Numer panowania przez danych mistrzów w liście              |
| Miejsce     | Miasto, w którym tytuły zostały zdobyte                     |
| Gala        | Gala, na której zawodnicy zdobyli tytuły                    |
| Ilość obron | Ilość obron tytułów mistrzowskich podczas panowania         |
| +           | Oznacza, że ilość dni w posiadaniu wzrasta z kolejnym dniem |

| #  | Mistrzowie                                                    | Panowanie | Data                      | Dni | Miejsce             | Gala                                                                     | Ilość obron | Notka |
| -- | ------------------------------------------------------------- | --------- | ------------------------- | --- | ------------------- | ------------------------------------------------------------------------ | ----------- | --- |
| 1  | Shinjiro Otani i Tatsuhito Takaiwa                            | 1         | 8 sierpnia 1998(dts)      | 149 | Osaka, Japonia      | Rising the Next Generations in Osaka Dome                                | 2           | Otani i Takaiwa pokonali Dra Wagnera Juniora i Koji Kanemoto w finale turnieju stając się inauguracyjnymi mistrzami.                                                    |
| 2  | Dr. Wagner Jr. i Kendo Kashin                                 | 1         | 4 stycznia 1999(dts)      | 96  | Tokyo, Japonia      | Wrestling World                                                          | 2           | |
| 3  | The Great Sasuke i Jushin Thunder Liger                       | 1         | 10 kwietnia 1999(dts)     | 94  | Tokio, Japonia      | Strong Style Symphony                                                    | 0           | |
| 4  | Shinjiro Otani i Tatsuhito Takaiwa                            | 2         | 13 lipca 1999(dts)        | 348 | Morioka, Japonia    | Summer Struggle 1999                                                     | 4           | |
| 5  | Koji Kanemoto i Minoru Tanaka                                 | 1         | 25 czerwca 2000(dts)      | 254 | Tokio, Japonia      | Summer Struggle 2000                                                     | 3           | |
| 6  | El Samurai i Jushin Thunder Liger (2)                         | 1         | 6 marca 2001(dts)         | 136 | Tokio, Japonia      | Hyper Battle 2001                                                        | 1           | |
| 7  | Gedo i Jado                                                   | 1         | 20 lipca 2001(dts)        | 286 | Sapporo, Japonia    | Dome Quake                                                               | 6           | |
| 8  | Jushin Thunder Liger (3) i Minoru Tanaka (2)                  | 1         | 2 maja 2002(dts)          | 119 | Tokio, Japonia      | Toukon Memorial Day                                                      | 1           | |
| 9  | Tsuyoshi Kikuchi i Yoshinobu Kanemaru                         | 1         | 29 sierpnia 2002(dts)     | 150 | Tokio, Japonia      | Cross Road                                                               | 4           | |
| 10 | Jushin Thunder Liger (4) i Koji Kanemoto (2)                  | 1         | 26 stycznia 2003(dts)     | 282 | Kobe, Japonia       | The First Navigation 2003                                                | 6           | [ 7 ] [ 8 ] |
| –  | Wakat                                                         | –         | 4 listopada 2003(dts)     | –   | N/A                 | N/A                                                                      | –           | Zawieszono, gdyż Kanemoto złamał kość policzkową. |
| 11 | Gedo i Jado                                                   | 2         | 29 listopada 2003(dts)    | 104 | Miyagi, Japonia     | Battle Final 2003                                                        | 2           | Gedo i Jado pokonali Hirookiego Goto i Ryusuke Taguchiego o zawieszone mistrzostwa.                                                                                     |
| 12 | American Dragon i Curry Man                                   | 1         | 12 marca 2004(dts)        | 85  | Tokio, Japonia      | Hyper Battle 2004                                                        | 1           | [ 10 ] |
| 13 | Gedo i Jado                                                   | 3         | 5 czerwca 2004(dts)       | 272 | Osaka, Japonia      | Best of the Super Jr. XI                                                 | 5           | |
| 14 | Koji Kanemoto (3) i Wataru Inoue                              | 1         | 4 marca 2005(dts)         | 71  | Tokio, Japonia      | Big Fight Series 2005                                                    | 2           | [ 11 ] |
| 15 | Hirooki Goto i Minoru (3)                                     | 1         | 14 maja 2005(dts)         | 281 | Tokio, Japonia      | Nexess VI                                                                | 2           | |
| 16 | El Samurai (2) i Ryusuke Taguchi                              | 1         | 19 lutego 2006(dts)       | 139 | Tokio, Japonia      | Circuit2006 Acceleration                                                 | 2           | |
| 17 | Gedo i Jado                                                   | 4         | 8 lipca 2006(dts)         | 298 | Shizuoka, Japonia   | Circuit2006 Turbulence                                                   | 2           | |
| 18 | Dick Togo i Taka Michinoku                                    | 1         | 2 maja 2007(dts)          | 270 | Tokio, Japonia      | New Japan Pro-Wrestling 35th Anniversary Tour Brave New World: Hall2Days | 3           | |
| 19 | Prince Prince (Minoru (4) i Prince Devitt)                    | 1         | 27 stycznia 2008(dts)     | 21  | Tokio, Japonia      | Circuit2008 New Japan Ism                                                | 0           | |
| 20 | Legend (Akira i Jushin Thunder Liger (5))                     | 1         | 17 lutego 2008(dts)       | 155 | Tokio, Japonia      | Circuit2008 New Japan Ism                                                | 1           | |
| 21 | Prince Prince (Minoru (5) and Prince Devitt (2))              | 2         | 21 lipca 2008(dts)        | 84  | Sapporo, Japonia    | Circuit2008 New Japan Soul: Novello Sparks                               | 1           | |
| 22 | No Limit (Tetsuya Naito i Yujiro)                             | 1         | 13 października 2008(dts) | 83  | Tokio, Japonia      | Destruction '08                                                          | 1           | |
| 23 | The Motor City Machine Guns (Alex Shelley i Chris Sabin)      | 1         | 4 stycznia 2009(dts)      | 182 | Tokio, Japonia      | Wrestle Kingdom III                                                      | 3           | Z powodu współpracy NJPW z Total Nonstop Action Wrestling (TNA), The Motor City Machine Guns dwukrotnie bronili pasów w federacji TNA.                                  |
| 24 | Apollo 55 (Prince Devitt (3) i Ryusuke Taguchi (2))           | 1         | 5 lipca 2009(dts)         | 290 | Tokio, Japonia      | Circuit2009 New Japan Soul                                               | 5           | [ 13 ] |
| –  | Wakat                                                         | –         | 21 kwietnia 2010(dts)     | –   | N/A                 | N/A                                                                      | –           | Zawieszono, gdyż mistrzowie nie bronili tytułów przez 30 dni. |
| 25 | El Samurai (3) i Koji Kanemoto (4)                            | 1         | 8 maja 2010(dts)          | 72  | Tokio, Japonia      | Super J Tag Tournament 1st                                               | 0           | El Samurai i Kanemoto pokonali Apollo 55 (Prince’a Devitta i Ryusuke Taguchiego) w finale turnieju ośmiu drużyn o zawieszone tytuły.                                    |
| 26 | Apollo 55 (Prince Devitt (4) i Ryusuke Taguchi (3))           | 2         | 19 lipca 2010(dts)        | 84  | Sapporo, Japonia    | Circuit2010 New Japan Soul                                               | 1           | |
| 27 | Golden☆Lovers (Kenny Omega i Kōta Ibushi)                     | 1         | 11 października 2010(dts) | 104 | Tokio, Japonia      | Destruction '10                                                          | 2           | |
| 28 | Apollo 55 (Prince Devitt (5) i Ryusuke Taguchi (4))           | 3         | 23 stycznia 2011(dts)     | 260 | Tokio, Japonia      | Fantastica Mania 2011                                                    | 7           | |
| 29 | No Remorse Corps (Davey Richards i Rocky Romero)              | 1         | 10 października 2011(dts) | 86  | Tokio, Japonia      | Destruction '11                                                          | 1           | |
| 30 | Apollo 55 (Prince Devitt (6) i Ryusuke Taguchi (5))           | 4         | 4 stycznia 2012(dts)      | 39  | Tokio, Japonia      | Wrestle Kingdom VI                                                       | 0           | |
| 31 | No Remorse Corps (Davey Richards i Rocky Romero)              | 2         | 12 lutego 2012(dts)       | 80  | Osaka, Japonia      | The New Beginning                                                        | 0           | |
| –  | Wakat                                                         | –         | 2 maja 2012(dts)          | –   | N/A                 | N/A                                                                      | –           | Zawieszono, gdyż Davey Richards nie mógł się pojawić podczas gali Wrestling Dontaku 2012 z powodu problemów z podróżą.                                                  |
| 32 | Jushin Thunder Liger (6) i Tiger Mask                         | 1         | 16 czerwca 2012(dts)      | 36  | Osaka, Japonia      | Dominion 6.16                                                            | 0           | Liger i Tiger Mask pokonali Suzuki-gun (Taichiego i Takę Michinoku) o zawieszone tytuły.                                                                                |
| 33 | Forever Hooligans (Alex Koslov i Rocky Romero (3))            | 1         | 22 lipca 2012(dts)        | 112 | Yamagata, Japonia   | Kizuna Road                                                              | 2           | |
| 34 | Czas Splitters (Alex Shelley (2) i Kushida)                   | 1         | 11 listopada 2012(dts)    | 173 | Osaka, Japonia      | Power Struggle                                                           | 3           | |
| 35 | Forever Hooligans (Alex Koslov (2) i Rocky Romero (4))        | 2         | 3 maja 2013(dts)          | 164 | Fukuoka, Japonia    | Wrestling Dontaku 2013                                                   | 3           | |
| 36 | Suzuki-gun (Taichi i Taka Michinoku (2))                      | 1         | 14 października 2013(dts) | 26  | Tokio, Japonia      | King of Pro-Wrestling                                                    | 1           | |
| 37 | The Young Bucks (Matt Jackson i Nick Jackson)                 | 1         | 9 listopada 2013(dts)     | 224 | Osaka, Japonia      | Power Struggle                                                           | 5           | |
| 38 | Czas Splitters (Alex Shelley (3) i Kushida (2))               | 2         | 21 czerwca 2014(dts)      | 140 | Osaka, Japonia      | Dominion 6.21                                                            | 3           | |
| 39 | reDRagon (Bobby Fish i Kyle O’Reilly)                         | 1         | 8 listopada 2014(dts)     | 95  | Osaka, Japonia      | Power Struggle                                                           | 1           | |
| 40 | The Young Bucks (Matt Jackson i Nick Jackson)                 | 2         | 11 lutego 2015(dts)       | 53  | Osaka, Japonia      | The New Beginning in Osaka                                               | 0           | Był to three-way match, w którym brali również udział Czas Splitters (Alex Shelley i Kushida).                                                                          |
| 41 | Roppongi Vice (Beretta i Rocky Romero (5))                    | 1         | 5 kwietnia 2015(dts)      | 28  | Tokio, Japonia      | Invasion Attack 2015                                                     | 0           | |
| 42 | The Young Bucks (Matt Jackson i Nick Jackson)                 | 3         | 3 maja 2015(dts)          | 105 | Fukuoka, Japonia    | Wrestling Dontaku 2015                                                   | 1           | Był to three-way match, w którym brali również udział reDRagon (Bobby Fish i Kyle O’Reilly).                                                                            |
| 43 | reDRagon (Bobby Fish i Kyle O’Reilly)                         | 2         | 16 sierpnia 2015(dts)     | 141 | Tokio, Japonia      | G1 Climax 25                                                             | 2           | |
| 44 | The Young Bucks (Matt Jackson i Nick Jackson)                 | 4         | 4 stycznia 2016(dts)      | 38  | Tokio, Japonia      | Wrestle Kingdom 10                                                       | 0           | Był to four-way match, w którym brali również udział Matt Sydal i Ricochet, a także Roppongi Vice (Beretta i Rocky Romero).                                             |
| 45 | Matt Sydal i King Ricochet                                    | 1         | 11 lutego 2016(dts)       | 59  | Osaka, Japonia      | The New Beginning in Osaka                                               | 0           | Był to three-way match, w którym brali również udział reDRagon (Bobby Fish i Kyle O’Reilly).                                                                            |
| 46 | Roppongi Vice (Beretta (2) i Rocky Romero (6))                | 2         | 10 kwietnia 2016(dts)     | 23  | Tokio, Japonia      | Invasion Attack 2016                                                     | 0           | |
| 47 | Matt Sydal i King Ricochet                                    | 2         | 3 maja 2016(dts)          | 47  | Fukuoka, Japonia    | Wrestling Dontaku 2016                                                   | 0           | |
| 48 | The Young Bucks (Matt Jackson i Nick Jackson)                 | 5         | 19 czerwca 2016(dts)      | 199 | Osaka, Japonia      | Dominion 6.19 in Osaka-jo Hall                                           | 2           | Był to four-way elimination match, w którym brali również udział reDRagon (Bobby Fish i Kyle O’Reilly) oraz Roppongi Vice (Beretta i Rocky Romero).                     |
| 49 | Roppongi Vice (Beretta (3) i Rocky Romero (7))                | 3         | 4 stycznia 2017(dts)      | 61  | Tokio, Japonia      | Wrestle Kingdom 11                                                       | 1           | |
| 50 | Suzuki-gun (Taichi (2) i Yoshinobu Kanemaru (2))              | 1         | 6 marca 2017(dts)         | 52  | Tokio, Japonia      | Hataage Kinenbi                                                          | 1           | |
| 51 | Roppongi Vice (Beretta (4) i Rocky Romero (8))                | 4         | 27 kwietnia 2017(dts)     | 45  | Hiroszima, Japonia  | Road to Wrestling Dontaku 2017: Aki no Kuni Sengoku Emaki                | 0           | |
| 52 | The Young Bucks (Matt Jackson i Nick Jackson)                 | 6         | 11 czerwca 2017(dts)      | 63  | Osaka, Japonia      | Dominion 6.11 in Osaka-jo Hall                                           | 1           | |
| 53 | Funky Future (King Ricochet (3) i Ryusuke Taguchi (6))        | 1         | 13 sierpnia 2017(dts)     | 57  | Tokio, Japonia      | G1 Climax 27                                                             | 1           | |
| 54 | Roppongi 3K (Sho i Yoh)                                       | 1         | 9 października 2017(dts)  | 87  | Tokio, Japonia      | King of Pro-Wrestling                                                    | 0           | |
| 55 | The Young Bucks (Matt Jackson i Nick Jackson)                 | 7         | 4 stycznia 2018(dts)      | 24  | Tokio, Japonia      | Wrestle Kingdom 12                                                       | 0           | |
| 56 | Roppongi 3K (Sho i Yoh)                                       | 2         | 28 stycznia 2018(dts)     | 37  | Sapporo, Japonia    | The New Beginning in Sapporo                                             | 0           | |
| 57 | Suzuki-gun (El Desperado i Yoshinobu Kanemaru (3))            | 1         | 6 marca 2018(dts)         | 304 | Tokio, Japonia      | Anniversary Show                                                         | 4           | Był to Three-Way match, w którym brali również udział Los Ingobernables de Japon (Bushi i Hiromu Takahashi).                                                            |
| 58 | Los Ingobernables de Japón (Bushi i Shingo Takagi)            | 1         | 4 stycznia 2019(dts)      | 61  | Tokio, Japonia      | Wrestle Kingdom 13                                                       | 1           | Był to Three-Way match, w którym brali również udział Roppongi 3K (Sho and Yoh).                                                                                        |
| 59 | Roppongi 3K (Sho i Yoh)                                       | 3         | 16 marca 2019(dts)        | 102 | Tokio, Japonia      | Anniversary Show                                                         | 1           | |
| 60 | Bullet Club (El Phantasmo i Taiji Ishimori)                   | 1         | 16 czerwca 2019(dts)      | 203 | Tokio, Japonia      | Kizuna Road                                                              | 1           | |
| 61 | Roppongi 3K (Sho i Yoh)                                       | 4         | 5 stycznia 2020(dts)      | 239 | Tokio, Japonia      | Wrestle Kingdom 14 Noc 2                                                 | 2           | |
| –  | Wakat                                                         | –         | 31 sierpnia 2020(dts)     | –   | –                   | –                                                                        | –           | Zwakowano z powodu kontuzji więzadła krzyżowego Yoha. |
| 62 | Suzuki-gun (El Desperado (2) i Yoshinobu Kanemaru (4))        | 2         | 11 września 2020(dts)     | 134 | Tokio, Japonia      | New Japan Road                                                           | 2           | Pokonali Los Ingobernables de Japón (Bushiego i Hiromu Takahashiego) w finale turnieju o zwakowany tytuł.                                                               |
| 63 | Bullet Club (El Phantasmo i Taiji Ishimori)                   | 2         | 23 stycznia 2021(dts)     | 33  | Tokio, Japonia      | Road to The New Beginning                                                | 0           | |
| 64 | Suzuki-gun (El Desperado (3) i Yoshinobu Kanemaru (5))        | 3         | 25 stycznia 2021(dts)     | 38  | Tokio, Japonia      | Road to Castle Attack                                                    | 0           | |
| 65 | Roppongi 3K (Sho i Yoh)                                       | 5         | 4 kwietnia 2021(dts)      | 80  | Tokio, Japonia      | Sakura Genesis                                                           | 1           | |
| 66 | Bullet Club’s Cutest Tag Team (El Phantasmo i Taiji Ishimori) | 3         | 23 czerwca 2021(dts)      | 74  | Tokio, Japonia      | Kizuna Road                                                              | 1           | |
| 67 | Suzuki-gun (El Desperado (4) i Yoshinobu Kanemaru (6))        | 4         | 5 września 2021(dts)      | 51  | Tokorozawa, Japonia | Wrestle Grand Slam in MetLife Dome                                       | 0           | |
| 68 | Flying Tiger (Robbie Eagles i Tiger Mask (2))                 | 1         | 26 października 2021(dts) | 116 | Tokio, Japonia      | Road To Power Struggle                                                   | 1           | |
| 69 | Six or Nine (Ryusuke Taguchi (7) i Master Wato)               | 1         | 19 lutego 2022(dts)       | 121 | Sapporo, Japonia    | New Years Golden Series                                                  | 2           | Był to Four-Way match, w którym brali również udział Bullet Club’s Cutest Tag Team (El Phantasmo i Taiji Ishimori) oraz Suzuki-gun (El Desperado i Yoshinobu Kanemaru). |
| 70 | Catch 2/2 (TJP i Francesco Akira)                             | 1         | 20 czerwca 2022(dts)      | 311 | Sapporo, Japonia    | New Japan Road 2022                                                      | 4           | |
| 71 | Intergalactic Jet Setters (Kushida (3) i Kevin Knight)        | 1         | 27 kwietnia 2023(dts)     | 38  | Hiroshima, Japonia  | Road To Wrestling Dontaku 2023                                           | 0           | |
| 72 | Catch 2/2 (TJP i Francesco Akira)                             | 2         | 4 czerwca 2023(dts)       | 30  | Osaka, Japonia      | Dominion 6.4 in Osaka-jo Hall                                            | 0           | |
| 73 | Bullet Club War Dogs (Drilla Moloney i Clark Connors)         | 1         | 4 lipca 2023(dts)         | 184 | Tokio, Japonia      | Independence Day Noc 1                                                   | 2           | |
| 74 | Catch 2/2 (TJP i Francesco Akira)                             | 3         | 4 stycznia 2024(dts)      | 31  | Tokio, Japonia      | Wrestle Kingdom 18                                                       | 0           | |
| 75 | Bullet Club War Dogs (Drilla Moloney i Clark Connors)         | 2         | 4 lutego 2024(dts)        | 253 | Tokio, Japonia      | Road to the New Beginning 2024                                           | 3           | |
| 76 | Intergalactic Jet Setters (Kushida (4) i Kevin Knight)        | 2         | 14 października 2024(dts) | 82  | Tokio, Japonia      | King of Pro-Wrestling                                                    | 1           | |
| 77 | Ichiban Sweet Boys (Robbie Eagles (2) i Kosei Fujita)         | 1         | 4 stycznia 2025(dts)      | 115 | Tokio, Japonia      | Wrestle Kingdom 19                                                       | 2           | Był to Four-way Tokyo Terror ladder match, w którym brali również udział Catch 2/2 (TJP i Francesco Akira) oraz Bullet Club War Dogs (Clark Connors i Drilla Moloney).  |
| 78 | Master Wato (2) i Yoh (6)                                     | 1         | 29 kwietnia 2025(dts)     | 47  | Saga, Japonia       | Wrestling Hizen no Kuni                                                  | 0           | |
| 79 | La Oscuridad (Sho (6) i Douki)                                | 1         | 15 czerwca 2025(dts)      | 46+ | Osaka, Japonia      | Dominion 6.15 in Osaka-jo Hall                                           | 1           | |

## Łączna ilość panowań

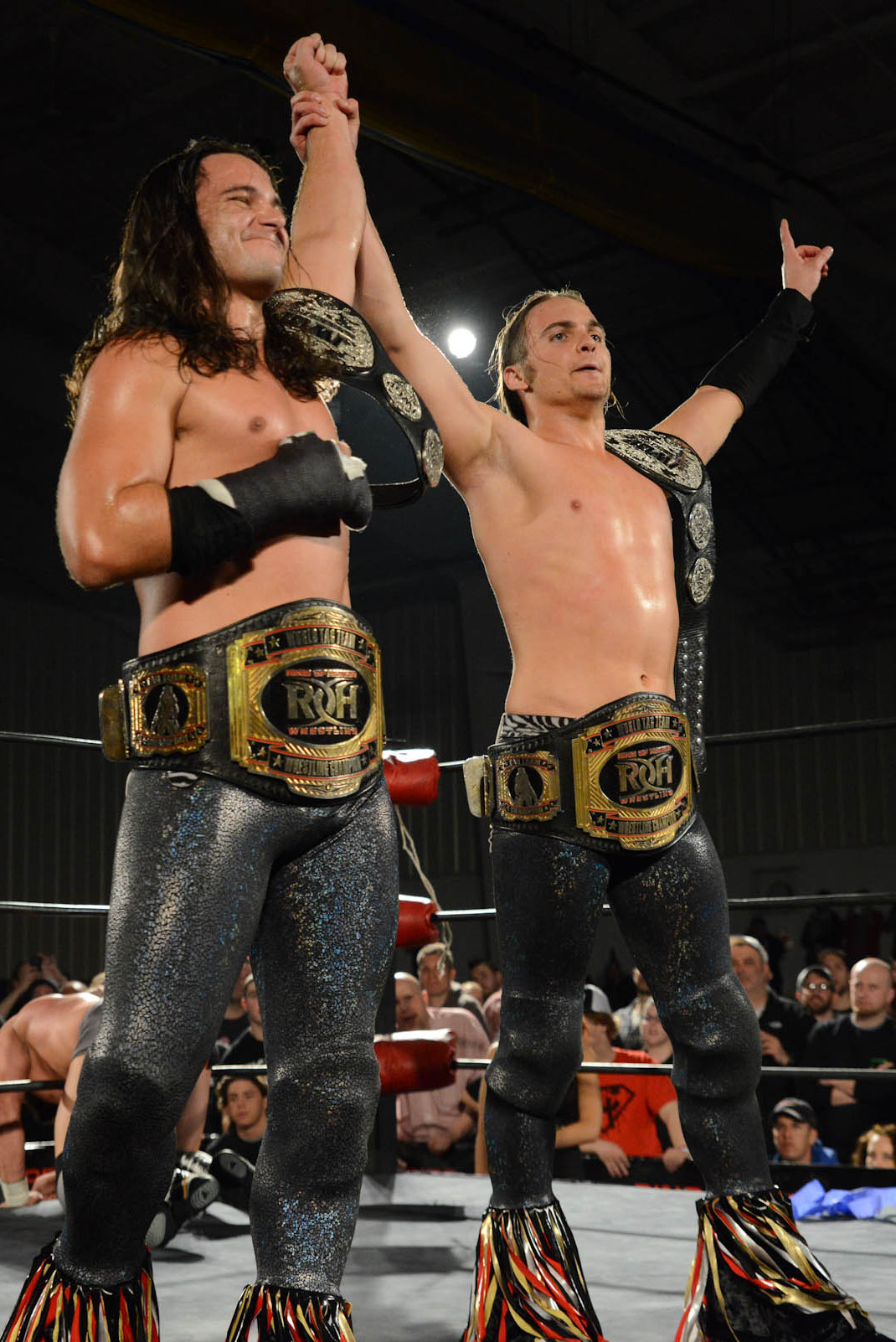
Rekordowo siedmiokrotni mistrzowie: The Young Bucks (Matt Jackson i Nick Jackson)

Na stan z 31 lipiec 2025.
| † | Oznaczenie obecnych mistrzów |

### Drużynowo
| Miejsce | Mistrzowie                                                                | Ilość panowań | Ilość obron | Łączna ilość dni |
| ------- | ------------------------------------------------------------------------- | ------------- | ----------- | ---------------- |
| 1       | Gedo i Jado                                                               | 4             | 15          | 960              |
| 2       | The Young Bucks (Matt Jackson i Nick Jackson)                             | 7             | 9           | 706              |
| 3       | Apollo 55 (Prince Devitt i Ryusuke Taguchi)                               | 4             | 13          | 673              |
| 4       | Roppongi 3K (Sho i Yoh)                                                   | 5             | 4           | 545              |
| 5       | Suzuki-gun (El Desperado i Yoshinobu Kanemaru)                            | 4             | 6           | 527              |
| 6       | Shinjiro Otani i Tatsuhito Takaiwa                                        | 2             | 6           | 497              |
| 7       | Bullet Club War Dogs (Drilla Moloney i Clark Connors)                     | 2             | 6           | 437              |
| 8       | Catch 2/2 (TJP i Francesco Akira)                                         | 3             | 4           | 372              |
| 9       | Time Splitters (Alex Shelley i Kushida)                                   | 2             | 6           | 313              |
| 10      | Bullet Club/Bullet Club’s Cutest Tag Team (El Phantasmo i Taiji Ishimori) | 3             | 2           | 310              |
| 11      | Jushin Thunder Liger i Koji Kanemoto                                      | 1             | 6           | 282              |
| 12      | Hirooki Goto i Minoru                                                     | 1             | 2           | 281              |
| 13      | Forever Hooligans (Alex Koslov i Rocky Romero)                            | 2             | 5           | 276              |
| 14      | Dick Togo i Taka Michinoku                                                | 1             | 3           | 270              |
| 15      | Koji Kanemoto i Minoru Tanaka                                             | 1             | 3           | 254              |
| 16      | reDRagon (Bobby Fish i Kyle O’Reilly)                                     | 2             | 3           | 236              |
| 17      | The Motor City Machine Guns (Alex Shelley i Chris Sabin)                  | 1             | 3           | 182              |
| 18      | No Remorse Corps (Davey Richards i Rocky Romero)                          | 2             | 1           | 166              |
| 19      | Roppongi Vice (Beretta i Rocky Romero)                                    | 4             | 1           | 157              |
| 20      | Legend (Akira i Jushin Thunder Liger)                                     | 1             | 1           | 155              |
| 21      | Tsuyoshi Kikuchi i Yoshinobu Kanemaru                                     | 1             | 4           | 150              |
| 22      | El Samurai i Ryusuke Taguchi                                              | 1             | 2           | 139              |
| 23      | El Samurai i Jushin Thunder Liger                                         | 1             | 1           | 136              |
| 24      | Six Or Nine (Ryusuke Taguchi i Master Wato)                               | 1             | 2           | 121              |
| 25      | Intergalactic Jet Setters (Kushida i Kevin Knight)                        | 2             | 1           | 120              |
| 26      | Jushin Thunder Liger i Minoru Tanaka                                      | 1             | 1           | 119              |
| 27      | Flying Tiger (Robbie Eagles i Tiger Mask)                                 | 1             | 1           | 116              |
| 28      | Ichiban Sweet Boys (Robbie Eagles i Kosei Fujita)                         | 1             | 2           | 115              |
| 29      | Matt Sydal i Ricochet                                                     | 2             | 0           | 106              |
| 30      | Prince Prince (Minoru i Prince Devitt)                                    | 2             | 1           | 105              |
| 31      | Golden☆Lovers (Kenny Omega i Kota Ibushi)                                 | 1             | 2           | 104              |
| 32      | Dr. Wagner Jr. i Kendo Kashin                                             | 1             | 2           | 96               |
| 33      | The Great Sasuke i Jushin Thunder Liger                                   | 1             | 0           | 94               |
| 34      | American Dragon i Curry Man                                               | 1             | 1           | 85               |
| 35      | No Limit (Tetsuya Naito i Yujiro)                                         | 1             | 1           | 83               |
| 36      | El Samurai i Koji Kanemoto                                                | 1             | 0           | 72               |
| 37      | Koji Kanemoto i Wataru Inoue                                              | 1             | 2           | 71               |
| 38      | Los Ingobernables de Japón (Bushi i Shingo Takagi)                        | 1             | 1           | 61               |
| 39      | Funky Future (Ricochet i Ryusuke Taguchi)                                 | 1             | 1           | 57               |
| 40      | Suzuki-gun (Taichi i Yoshinobu Kanemaru)                                  | 1             | 1           | 52               |
| 41      | Master Wato i Yoh                                                         | 1             | 0           | 47               |
| 42      | La Oscuridad (Sho i Douki) †                                              | 1             | 1           | 46+              |
| 43      | Jushin Thunder Liger i Tiger Mask                                         | 1             | 0           | 36               |
| 44      | Suzuki-gun (Taichi i Taka Michinoku)                                      | 1             | 1           | 26               |

### Indywidualnie
| Miejsce | Mistrz               | Ilość panowań | Ilość obron | Łączna ilość dni |
| ------- | -------------------- | ------------- | ----------- | ---------------- |
| 1       | Ryusuke Taguchi      | 7             | 17          | 990              |
| 2       | Gedo                 | 4             | 15          | 960              |
| 2       | Jado                 | 4             | 15          | 960              |
| 4       | Jushin Thunder Liger | 6             | 9           | 822              |
| 5       | Prince Devitt        | 6             | 13          | 778              |
| 6       | Minoru/Minoru Tanaka | 5             | 7           | 759              |
| 7       | Yoshinobu Kanemaru   | 6             | 11          | 728              |
| 8       | Matt Jackson         | 7             | 9           | 706              |
| 8       | Nick Jackson         | 7             | 9           | 706              |
| 10      | Koji Kanemoto        | 4             | 11          | 679              |
| 11      | Rocky Romero         | 8             | 7           | 599              |
| 12      | Yoh                  | 6             | 4           | 592              |
| 13      | Sho †                | 6             | 5           | 591+             |
| 14      | El Desperado         | 4             | 6           | 527              |
| 15      | Shinjiro Otani       | 2             | 6           | 497              |
| 15      | Tatsuhito Takaiwa    | 2             | 6           | 497              |
| 17      | Alex Shelley         | 3             | 9           | 495              |
| 18      | Drilla Moloney       | 2             | 6           | 437              |
| 18      | Clark Connors        | 2             | 6           | 437              |
| 20      | Kushida              | 4             | 7           | 433              |
| 21      | TJP                  | 3             | 4           | 372              |
| 21      | Francesco Akira      | 3             | 4           | 372              |
| 23      | El Samurai           | 3             | 3           | 347              |
| 24      | El Phantasmo         | 3             | 2           | 310              |
| 24      | Taiji Ishimori       | 3             | 2           | 310              |
| 26      | Taka Michinoku       | 2             | 4           | 296              |
| 27      | Hirooki Goto         | 1             | 2           | 281              |
| 28      | Alex Koslov          | 2             | 5           | 276              |
| 29      | Dick Togo            | 1             | 3           | 270              |
| 30      | Bobby Fish           | 2             | 3           | 236              |
| 30      | Kyle O’Reilly        | 2             | 3           | 236              |
| 32      | Robbie Eagles        | 2             | 3           | 231              |
| 33      | Chris Sabin          | 1             | 3           | 182              |
| 34      | Master Wato          | 2             | 2           | 168              |
| 35      | Davey Richards       | 2             | 1           | 166              |
| 36      | Ricochet             | 3             | 1           | 163              |
| 37      | Beretta              | 4             | 1           | 157              |
| 38      | Akira                | 1             | 1           | 155              |
| 39      | Tiger Mask           | 2             | 1           | 152              |
| 40      | Tsuyoshi Kikuchi     | 1             | 4           | 150              |
| 41      | Kevin Knight         | 2             | 1           | 120              |
| 42      | Kosei Fujita         | 1             | 2           | 115              |
| 43      | Matt Sydal           | 2             | 0           | 106              |
| 44      | Kenny Omega          | 1             | 2           | 104              |
| 44      | Kota Ibushi          | 1             | 2           | 104              |
| 46      | Dr. Wagner Jr.       | 1             | 2           | 96               |
| 46      | Kendo Kashin         | 1             | 2           | 96               |
| 48      | The Great Sasuke     | 1             | 0           | 94               |
| 49      | American Dragon      | 1             | 1           | 85               |
| 49      | Curry Man            | 1             | 1           | 85               |
| 51      | Tetsuya Naito        | 1             | 1           | 83               |
| 51      | Yujiro               | 1             | 1           | 83               |
| 53      | Taichi               | 2             | 2           | 78               |
| 54      | Wataru Inoue         | 1             | 2           | 71               |
| 55      | Bushi                | 1             | 1           | 61               |
| 55      | Shingo Takagi        | 1             | 1           | 61               |
| 57      | Douki †              | 1             | 1           | 46+              |